# Стрельба на Европейских играх 2015

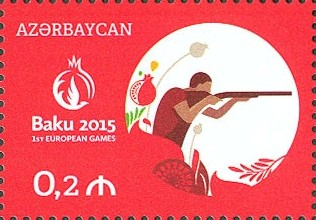
Стрельба на почтовой марке Азербайджана, посвящённой Европейским играм 2015

Соревнования по стрельбе на Европейских играх 2015 пройдут в столице Азербайджана, в городе Баку с 16 по 22 июня. Будут разыграны 19 комплектов наград, в том числе в неолимпийских командных смешанных дисциплинах. В соревнованиях примут участие 330 спортсменов.
Победители получат лицензии на Олимпийские игры 2016.
.
Соревнования пройдут на Бакинской стрелковой арене.

## Календарь
| ЦО | Церемония открытия | 2 | Финалы соревнований | ЦЗ | Церемония закрытия |

| Июнь     | Июнь     | 12 Пт | 13 Сб | 14 Вс | 15 Пн | 16 Вт | 17 Ср | 18 Чт | 19 Пт | 20 Сб | 21 Вс | 22 Пн | 23 Вт | 24 Ср | 25 Чт | 26 Пт | 27 Сб | 28 Вс | Медали |
| -------- | -------- | ----- | ----- | ----- | ----- | ----- | ----- | ----- | ----- | ----- | ----- | ----- | ----- | ----- | ----- | ----- | ----- | ----- | ------ |
| Стрельба | Стрельба | ЦО    |       |       |       | 3     | 3     | 2     | 2     | 3     | 3     | 3     |       |       |       |       |       | ЦЗ    | 19     |

## Медалисты

### Мужчины
| Дисциплина                    | Золото                    | Серебро                  | Бронза                      |
| ----------------------------- | ------------------------- | ------------------------ | --------------------------- |
| Пневматический пистолет, 10 м | Дамир Микец Сербия        | Жуан Кошта Португалия    | Юрай Тужинский Словакия     |
| Пневматическая винтовка, 10 м | Виталий Бубнович Беларусь | Никколо Камприани Италия | Сергей Рихтер Израиль       |
| Скорострельный пистолет, 25 м | Кристиан Райц Германия    | Алексей Климов Россия    | Оливер Гайс Германия        |
| Пистолет, 50 м                | Дамир Микец Сербия        | Павол Копп Словакия      | Абдула Алимоглу Турция      |
| Винтовка лёжа, 50 м           | Хенри Юнгхайнль Германия  | Марко Де Николо Италия   | Сергей Мартынов Беларусь    |
| Винтовка с трёх позиций, 50 м | Валерьян Совплан Франция  | Петар Горша Хорватия     | Виталий Бубнович Беларусь   |
| Скит                          | Валерио Лукини Италия     | Стефан Нильссон Швеция   | Маркко Кемппайнен Финляндия |
| Трап                          | Алексей Алипов Россия     | Эрик Варга Словакия      | Джованни Пелльело Италия    |
| Дубль-трап                    | Виталий Фокеев Россия     | Ричард Богнар Венгрия    | Антонино Барилла Италия     |

### Женщины
| Дисциплина                    | Золото                          | Серебро                    | Бронза                    |
| ----------------------------- | ------------------------------- | -------------------------- | ------------------------- |
| Пневматический пистолет, 10 м | Зорана Арунович Сербия          | Соня Франкет Испания       | Виктория Чайка Беларусь   |
| Пневматическая винтовка, 10 м | Андреа Арсович Сербия           | Сара Хорнунг Швейцария     | Барбара Энгледер Германия |
| Пистолет, 25 м                | Хайди Дитхальм-Гербер Швейцария | Антоанета Бонева Болгария  | Моника Карш Германия      |
| Винтовка с трёх позиций, 50 м | Петра Зубласинг Италия          | Лоренс Бриз Франция        | Оливия Хофманн Австрия    |
| Скит                          | Амбер Хилл Великобритания       | Диана Бакоси Италия        | Кьяра Кайнеро Италия      |
| Трап                          | Фатима Гальвес Испания          | Арианна Перилли Сан-Марино | Елена Ткач Россия         |

### Смешанные командные соревнования
| Дисциплина                    | Золото                                       | Серебро                                          | Бронза                                            |
| ----------------------------- | -------------------------------------------- | ------------------------------------------------ | ------------------------------------------------- |
| Пневматическая винтовка, 10 м | Италия · Никколо Камприани · Петра Зубласинг | Дания · Петер Ольссон · Стина Нильссон           | Россия · Сергей Круглов · Дарья Вдовина           |
| Пневматический пистолет, 10 м | Германия · Кристиан Райц · Моника Карш       | Греция · Константинос Малгаринос · Анна Коракаки | Россия · Владимир Гончаров · Екатерина Коршунова  |
| Скит                          | Италия · Валерио Лукини · Диана Бакоси       | Кипр · Георгиос Ахиллеос · Андри Элефтериу       | Франция · Антони Терра · Люси Анастассиу          |
| Трап                          | Словакия · Эрик Варга · Зузана Штефечекова   | Россия · Алексей Алипов · Елена Ткач             | Сан-Марино · Мануэле Манчини · Алессандра Перилли |

## Медальный зачёт
| Место | Страна         | Золото | Серебро | Бронза | Всего |
| ----- | -------------- | ------ | ------- | ------ | ----- |
| 1     | Италия         | 4      | 3       | 3      | 10    |
| 2     | Сербия         | 4      | 0       | 0      | 4     |
| 3     | Германия       | 3      | 0       | 3      | 6     |
| 4     | Россия         | 2      | 2       | 3      | 7     |
| 5     | Словакия       | 1      | 2       | 1      | 5     |
| 6     | Франция        | 1      | 1       | 1      | 3     |
| 7     | Испания        | 1      | 1       | 0      | 2     |
| 7     | Швейцария      | 1      | 1       | 0      | 2     |
| 9     | Беларусь       | 1      | 0       | 3      | 4     |
| 10    | Великобритания | 1      | 0       | 0      | 1     |
| 11    | Сан-Марино     | 0      | 1       | 1      | 2     |
| 12    | Швеция         | 0      | 1       | 0      | 1     |
| 12    | Болгария       | 0      | 1       | 0      | 1     |
| 12    | Хорватия       | 0      | 1       | 0      | 1     |
| 12    | Кипр           | 0      | 1       | 0      | 1     |
| 12    | Дания          | 0      | 1       | 0      | 1     |
| 12    | Португалия     | 0      | 1       | 0      | 1     |
| 12    | Греция         | 0      | 1       | 0      | 1     |
| 12    | Венгрия        | 0      | 1       | 0      | 1     |
| 20    | Финляндия      | 0      | 0       | 1      | 1     |
| 20    | Австрия        | 0      | 0       | 1      | 1     |
| 20    | Турция         | 0      | 0       | 1      | 1     |
| 20    | Израиль        | 0      | 0       | 1      | 1     |
| Всего | Всего          | 19     | 19      | 19     | 57    |